# Elmo Williams
Pour les articles homonymes, voir Williams.
Elmo Williams, né le 30 avril 1913 à Lone Wolf, Oklahoma et mort le 25 novembre 2015 à Brookings (Oregon), est un réalisateur, monteur et producteur de film américain. Il est récompensé de l'oscar du meilleur montage pour le film Le train sifflera trois fois (1952).

## Biographie
Producteur, monteur et assistant réalisateur, il produit notamment Tora ! Tora ! Tora !, un film de guerre.
Réalisateur seconde équipe sur Les Vikings de Richard Fleischer, il dirige de très bons acteurs comme Jim Davis et Robert Stack.
En 1940, il se marie avec Lorraine Williams (décédée en 2004). Ils adoptent deux filles et un garçon.
Il fait le montage de Le train sifflera trois fois (High noon) de Fred Zinneman et de 20 000 lieues sous les mers.
En 1983, le couple se retire à Brookings, dans le sud de l'Oregon. En 2008, Williams fait don d'une chapelle à la ville en mémoire de sa femme.

## Filmographie
- 1940 : No, No, Nanette d'Herbert Wilcox
- 1953 : Les Démons du Texas (The Tall Texan) (son premier film en tant que réalisateur)
- 1957 : Apache Warrior, avec Keith Larsen
- 1957 : Hell Ship Mutiny, co-réalisé avec Lee Sholem

## Prix et nominations
- Élu membre de la American Cinema Editors (ACE)[3].
- En 1990, il reçoit le American Cinema Editors Career Achievement Award (en).